# Alchemilla austroaltaica
Alchemilla austroaltaica es una especie de planta del género Alchemilla, perteneciente a la familia Rosaceae.

## Taxonomía
Alchemilla austroaltaica fue descrita por V. N. Tikhom. en 1983.

## Distribución
Se encuentra en el territorio de Kirguistán.